# Wanchai Jarunongkran
Wanchai Jarunongkran (thailändisch วันชัย จารุนงคราญ, * 18. Dezember 1996 in Bangkok), auch als  Chai (thailändisch ไช้) bekannt, ist ein thailändischer Fußballspieler.

## Karriere

### Verein
Wanchai Jarunongkraner lernte das Fußballspielen bei Osotspa Saraburi in Saraburi. Seinen ersten Vertrag unterschrieb er 2015 bei RSU FC (Rangsit University Football Club). Der Verein ist in Pathum Thani beheimatet und spielte in der dritten Liga, der Regional League Division 2 in der Region Bangkok. 2017 wechselte er in die zweite Liga, der Thai League 2. Hier unterschrieb er einen Vertrag beim in Rangsit beheimateten Air Force Central FC. Für die Air Force stand er 37 Mal auf dem Spielfeld. Mitte 2018 wechselte er zum Bangkoker Erstligisten Bangkok United. Im Juli 2021 lieh ihn Ligakonkurrent Police Tero FC aus. Nach einer Spielzeit kehrte er nach Bangkok zurück. 2023 feierte er mit dem Hauptstadtverein die Vizemeisterschaft. Am 28. Mai 2023 stand er mit dem Verein im Finale des thailändischen Pokals. Hier unterlag man dem Erstligisten Buriram United mit 0:2. Am 5. August 2023 gewann er mit Bangkok United den thailändischen Super Cup. Das Spiel gegen den Meister Buriram United im Rajamangala Stadium gewann man mit 2:0. Am Ende der Saison 2023/24 feierte er mit dem Verein die Vizemeisterschaft. Am 15. Juni 2024 gewann er mit Bangkok United den FA Cup. Das Endspiel gegen den Zweitligisten Dragon Pathumwan Kanchanaburi FC gewann man im Elfmeterschießen. Am Ende der Saison 2024/25 feierte er mit Bangkok seine dritte Vizemeisterschaft.

### Nationalmannschaft
Von 2017 bis 2018 absolvierte Wanchai Jarunongkran fünf Partien für die thailändischen U-23-Auswahl, eine davon in der Gruppenphase der Asienmeisterschaft 2018 gegen Japan (0:1). Am 14. November 2024 gab er dann auch sein Debüt in dessen A-Nationalmannschaft beim Testspiel gegen den Libanon, als er beim 0:0-Unentschieden im heimischen Thammasat Stadium in der 77. Minute für Thitathorn Aksornsri eingewechselt wurde.

## Erfolge
Bangkok United
- Thailändischer Vizemeister: 2022/23, 2023/24, 2024/25
- Thailändischer Pokalfinalist: 2022/23
- Thailändischer Supercup-Sieger: 2023
- Thailändischer Pokalsieger: 2023/24